# 特兰平顿街

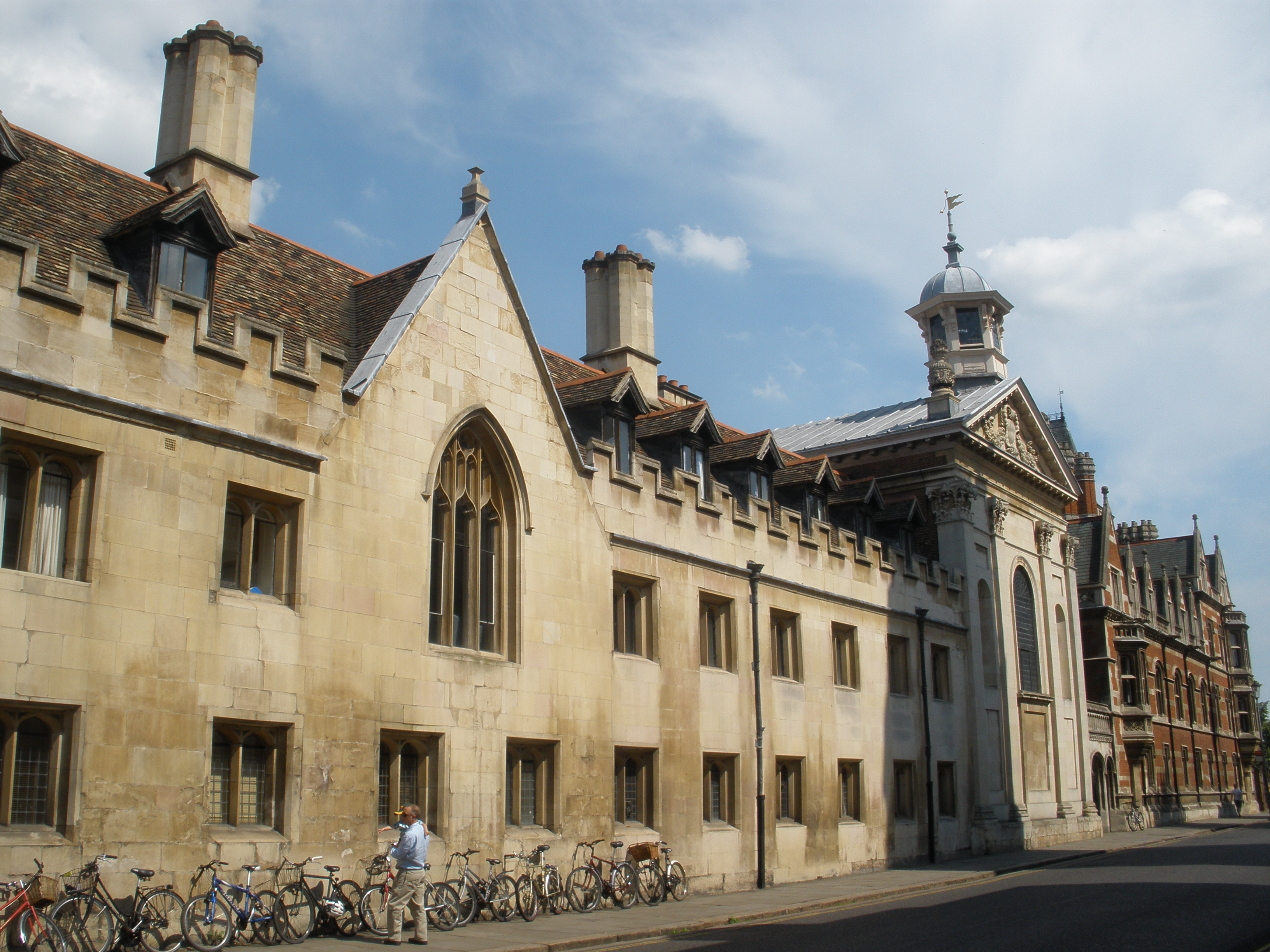
彭布罗克学院

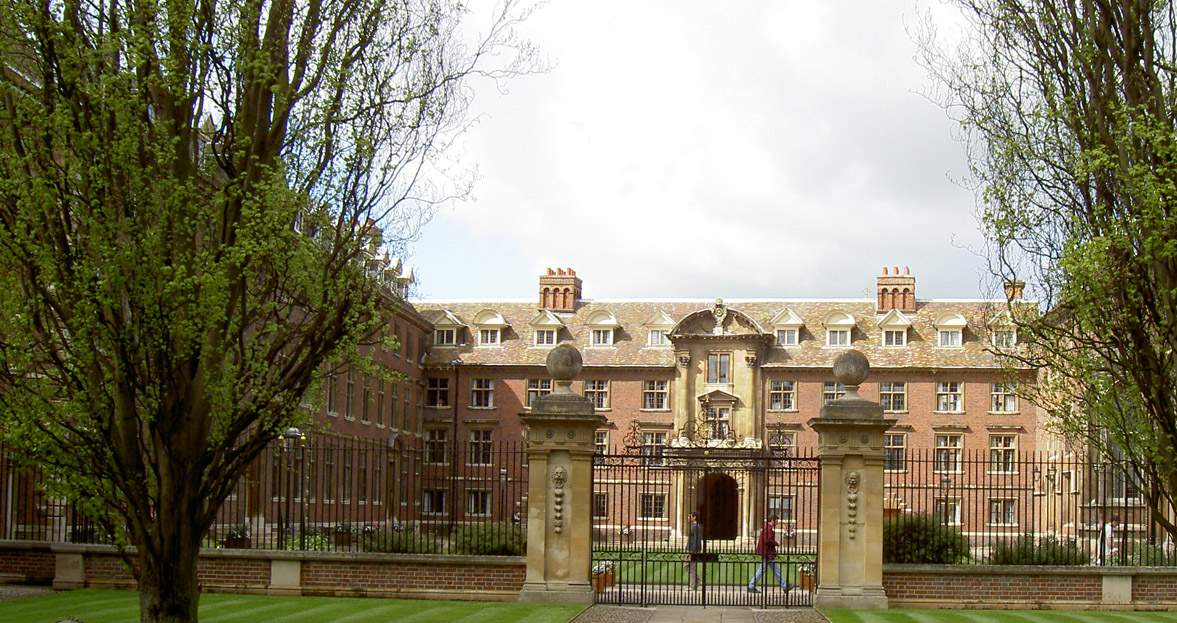
圣凯瑟琳学院

特兰平顿街（Trumpington Street）是英格兰剑桥的一条主要街道，向北延伸即剑桥大学国王学院所在的国王街（King's Parade），向南延伸为特兰平顿路。
剑桥大学的圣凯瑟琳学院、科珀斯克里斯蒂学院、彭布罗克学院和彼得学院都坐落在特兰平顿街。彭布罗克学院也面向彭布罗克街。南段有菲茨威廉博物馆，是剑桥大学主要的博物馆。在其南端是剑桥大学工程系。
小圣玛利亚教堂位于同名巷口，毗邻彼得学院。特兰平顿街上另一座教堂是以马内利联合归正教会，建于1875年。
在特兰平顿街北端的基督圣体学院转角有2008年新设立的旅游景点圣体钟。

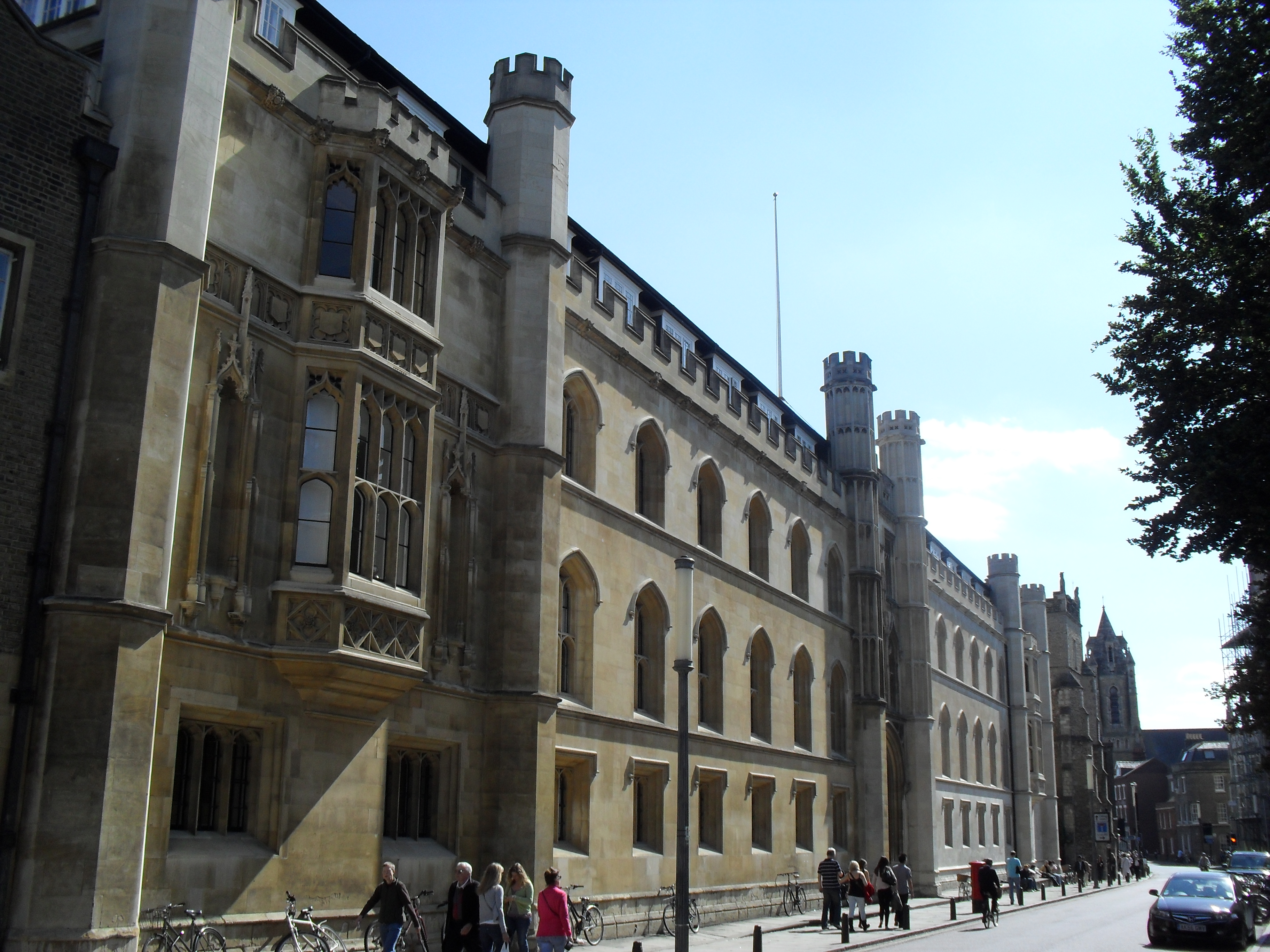
基督圣体学院

直到19世纪，特兰平顿街都是剑桥南部发展的边缘。

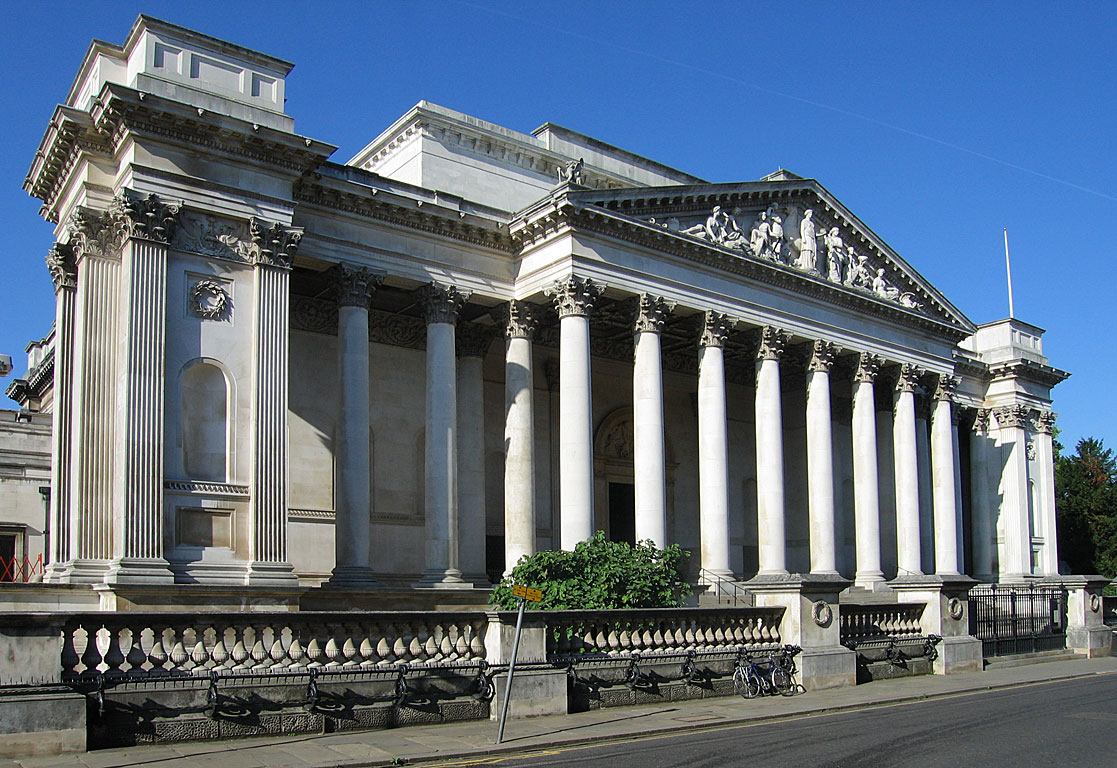
菲茨威廉博物馆
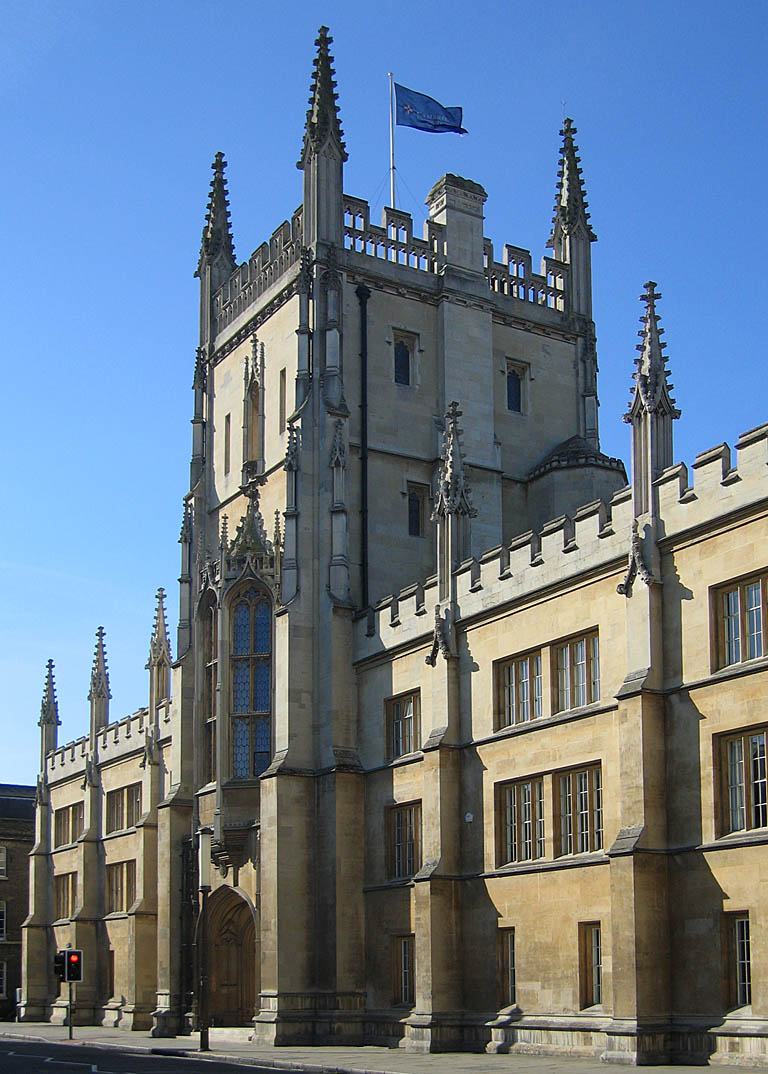
剑桥大学出版社
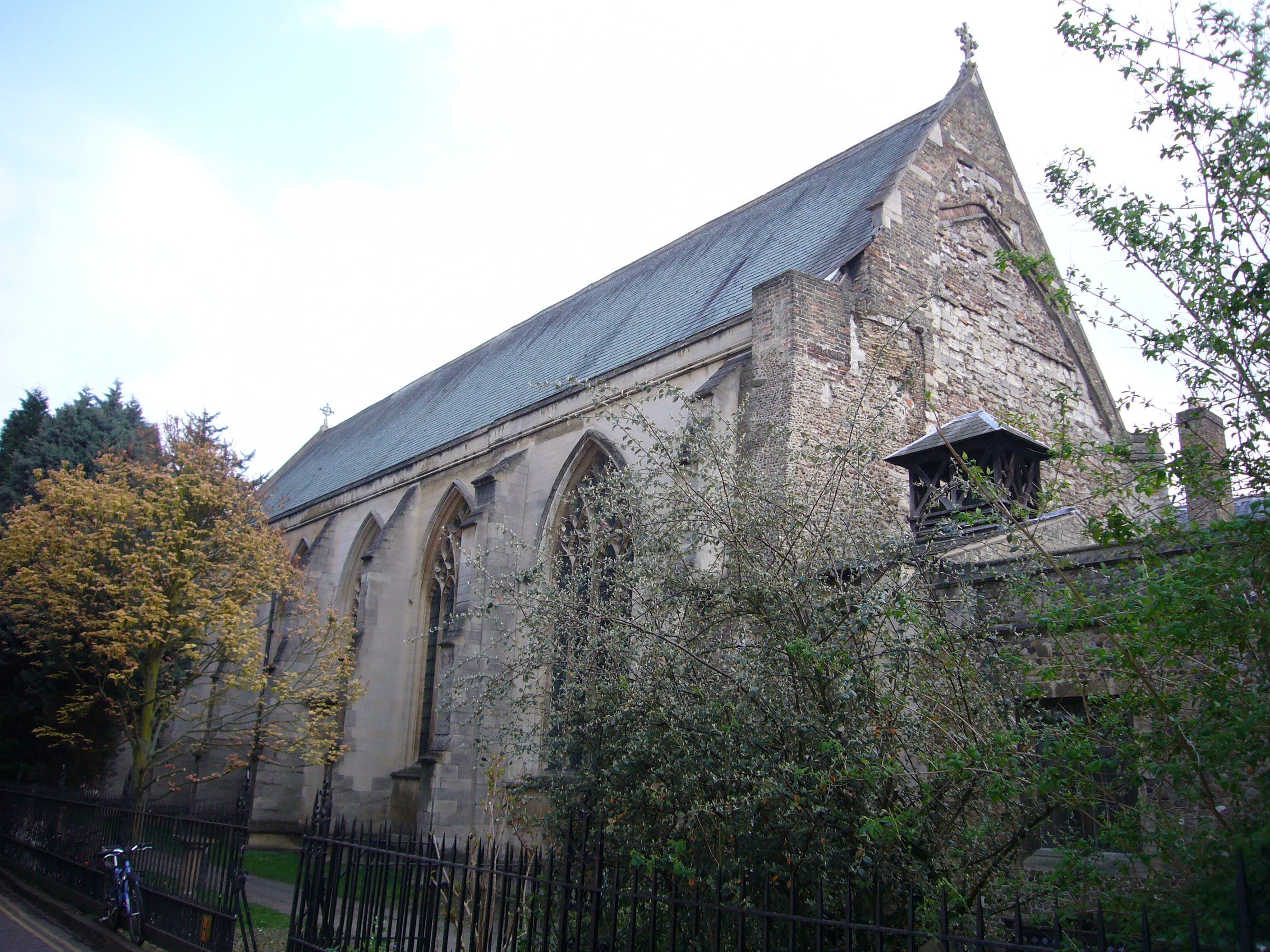
小圣玛利亚教堂
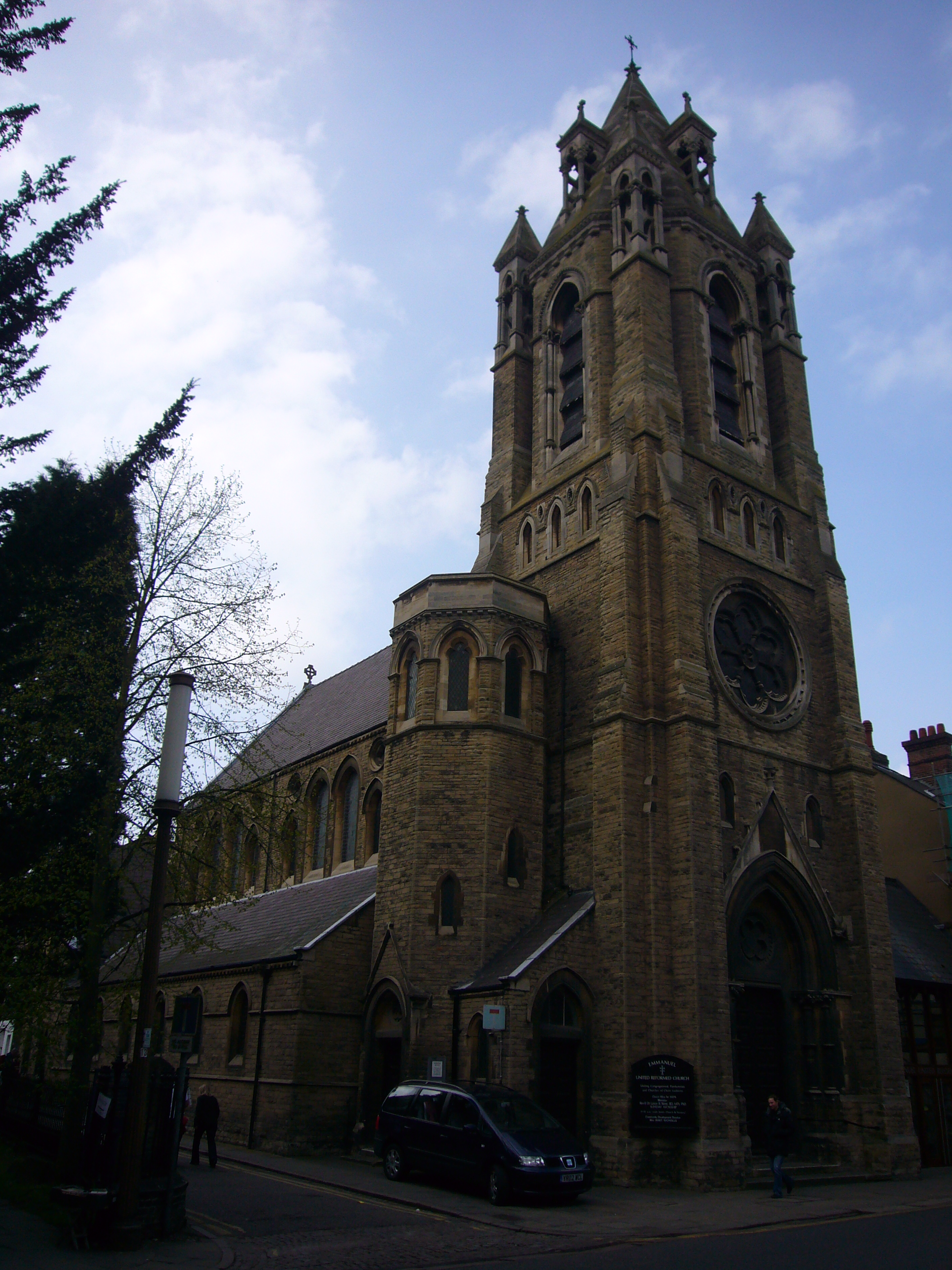
以马内利联合归正教堂
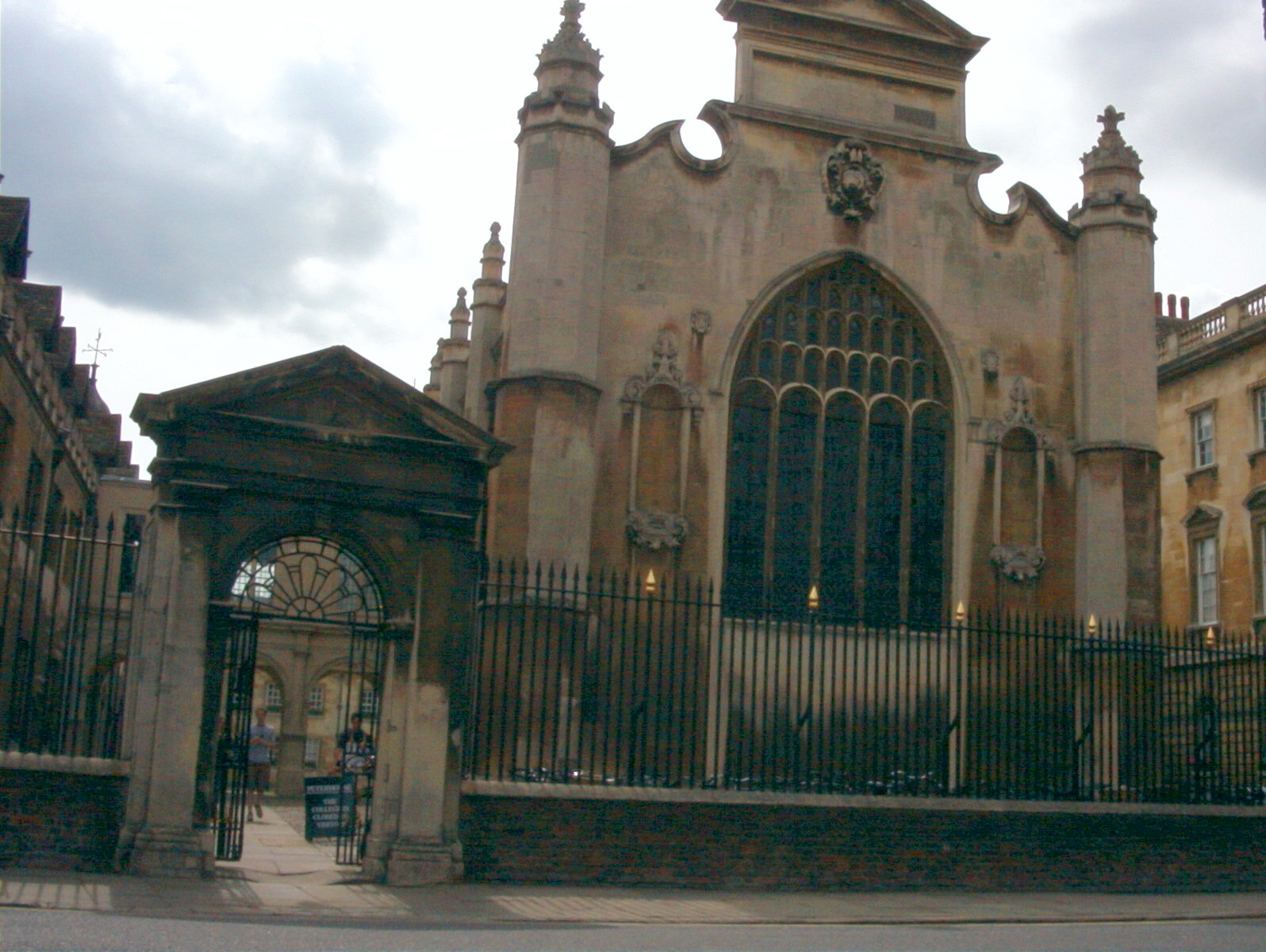
彼得学院